# La libellula non deve volare
La libellula non deve volare (One Summer Love) è un film del 1976 diretto da  Gilbert Cates.

## Trama
Dopo essere stato dimesso da un ospedale psichiatrico, Jesse decide di ritrovare la sua disfunzionale famiglia per poter ricongiungersi ad essa. Mentre lo fa, incontra una giovane donna di nome Chloe che lavora in un cinema, e i due si innamorano, il che risolve i suoi problemi psicologici.